# Jeonju
Jeonju (Jeonju-si) is een stad in het zuidwesten van Zuid-Korea. Het is tevens de hoofdstad van de provincie Jeollabuk-do. In 2005 had de stad 645.108 inwoners.
Jeonju is een toeristisch centrum, vooral bekend om het Koreaanse eten, de historische gebouwen, sportactiviteiten en festivals. De plaatselijke voetbalclub de Jeonbuk Hyundai Motors speelt in het Jeonju World Cupstadion, dat speciaal gebouwd is voor het wereldkampioenschap voetbal 2002.
De lokale variant van het Koreaanse gerecht bibimbap is over heel Korea bekend.

## Geboren
- Kim Young-gwon (1990), voetballer

## Galerij

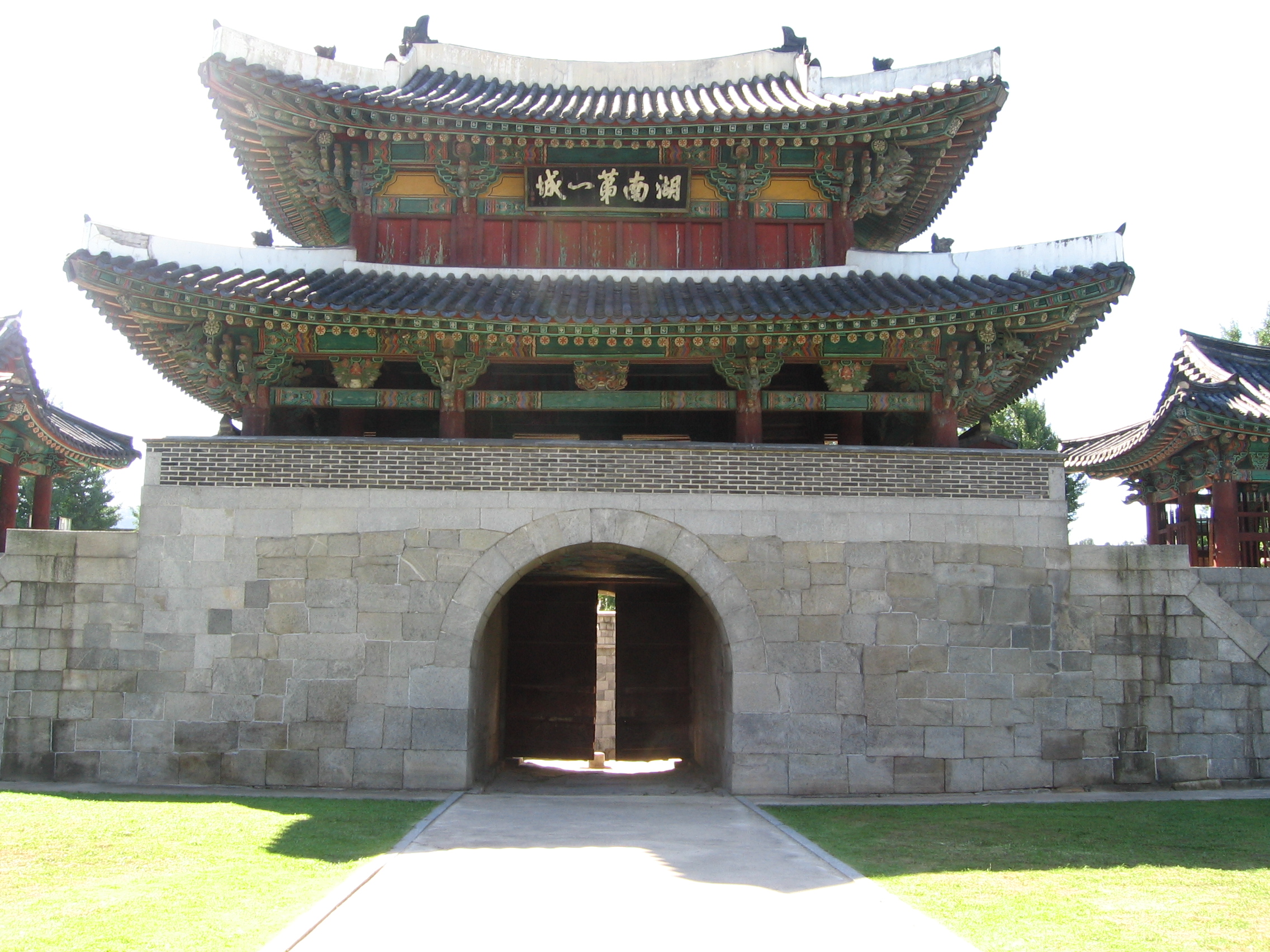
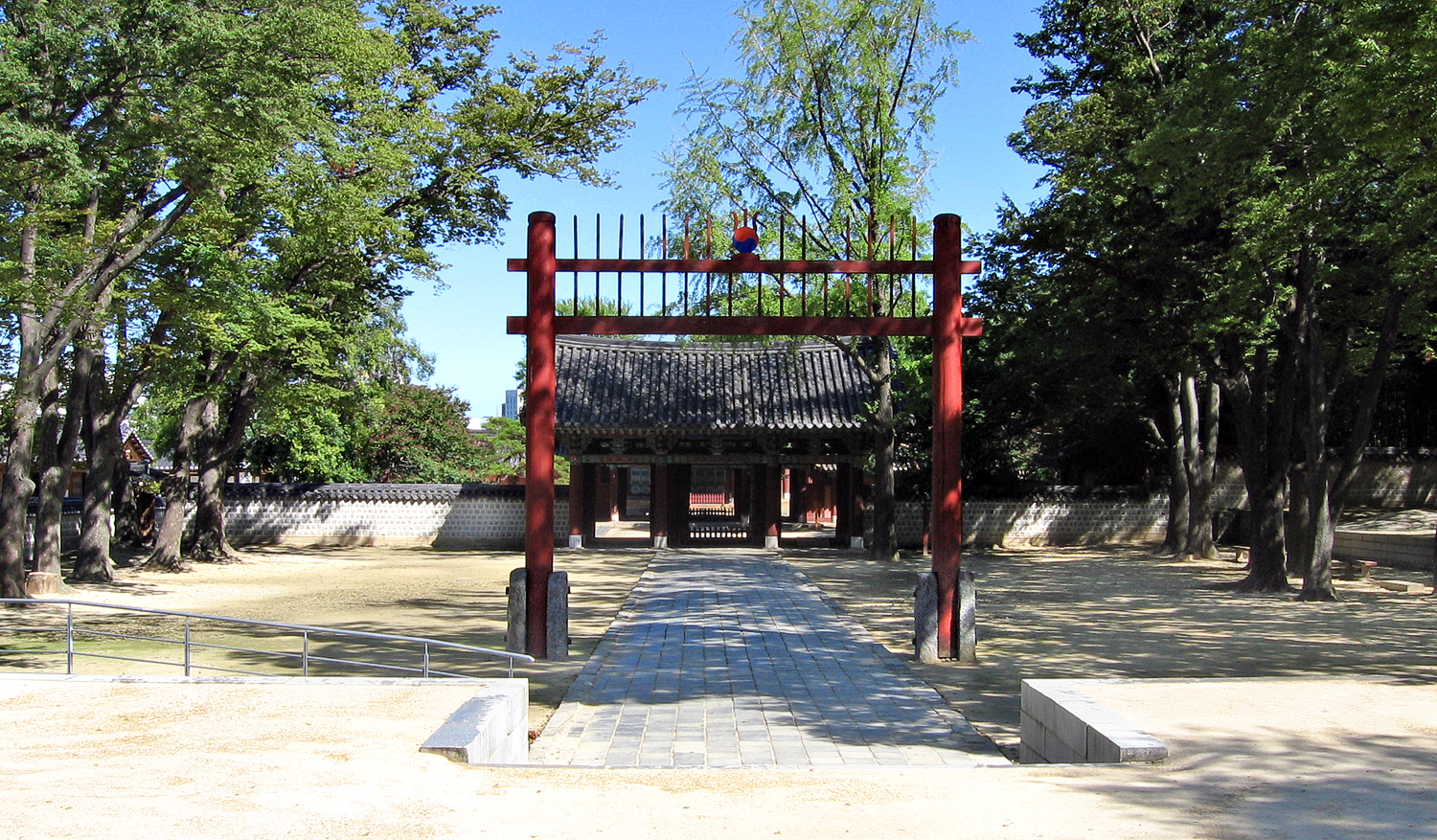
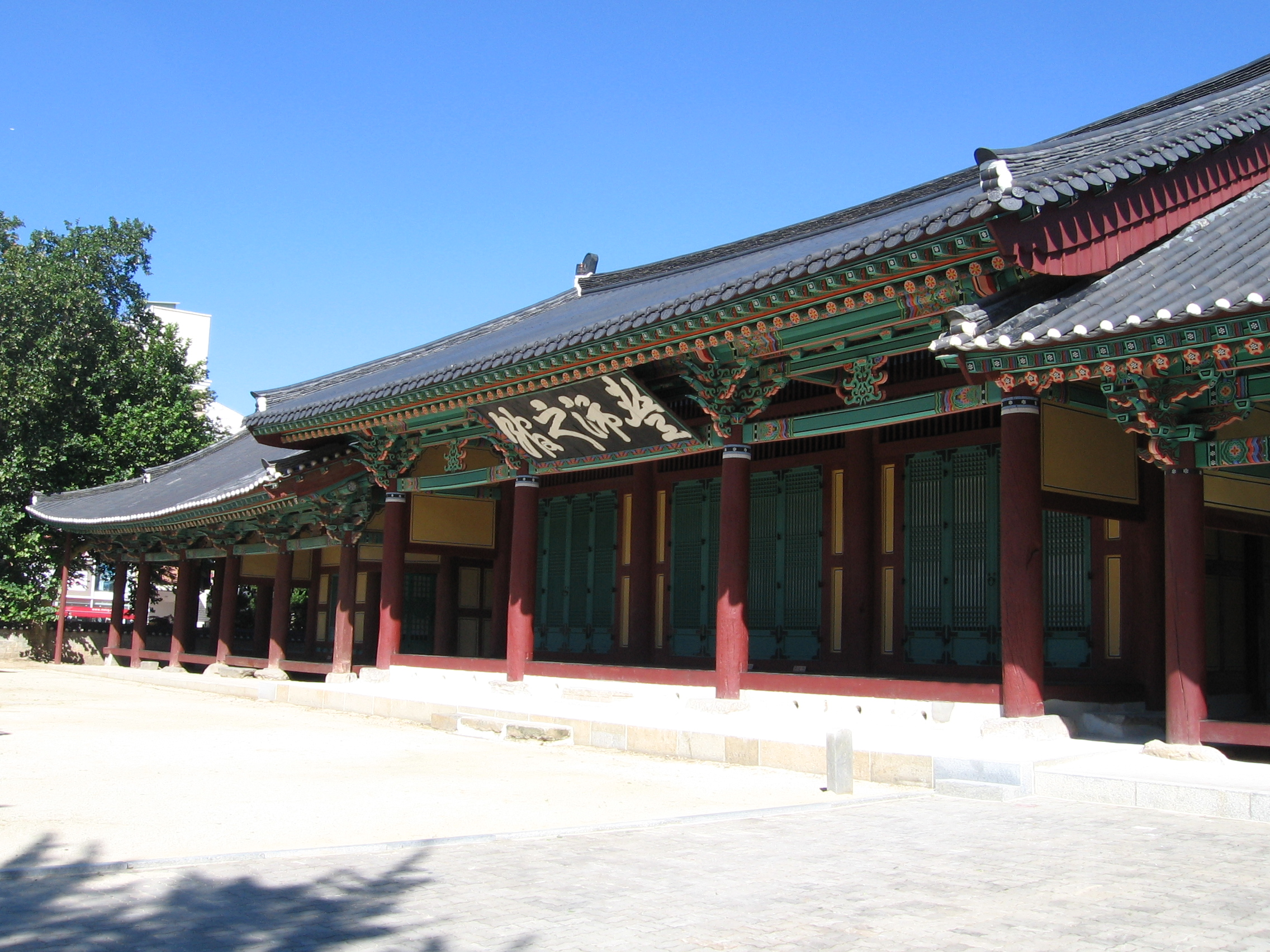
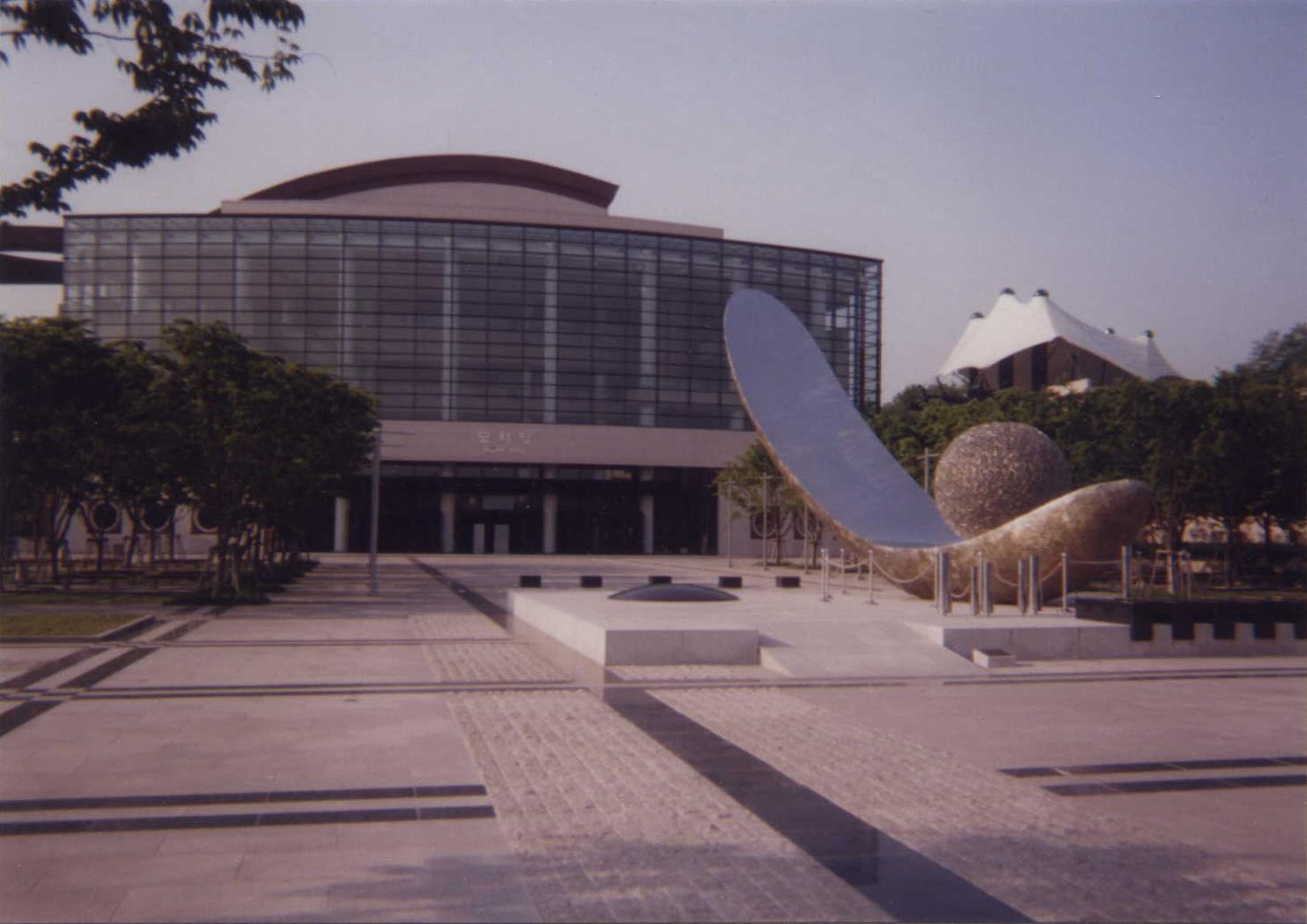

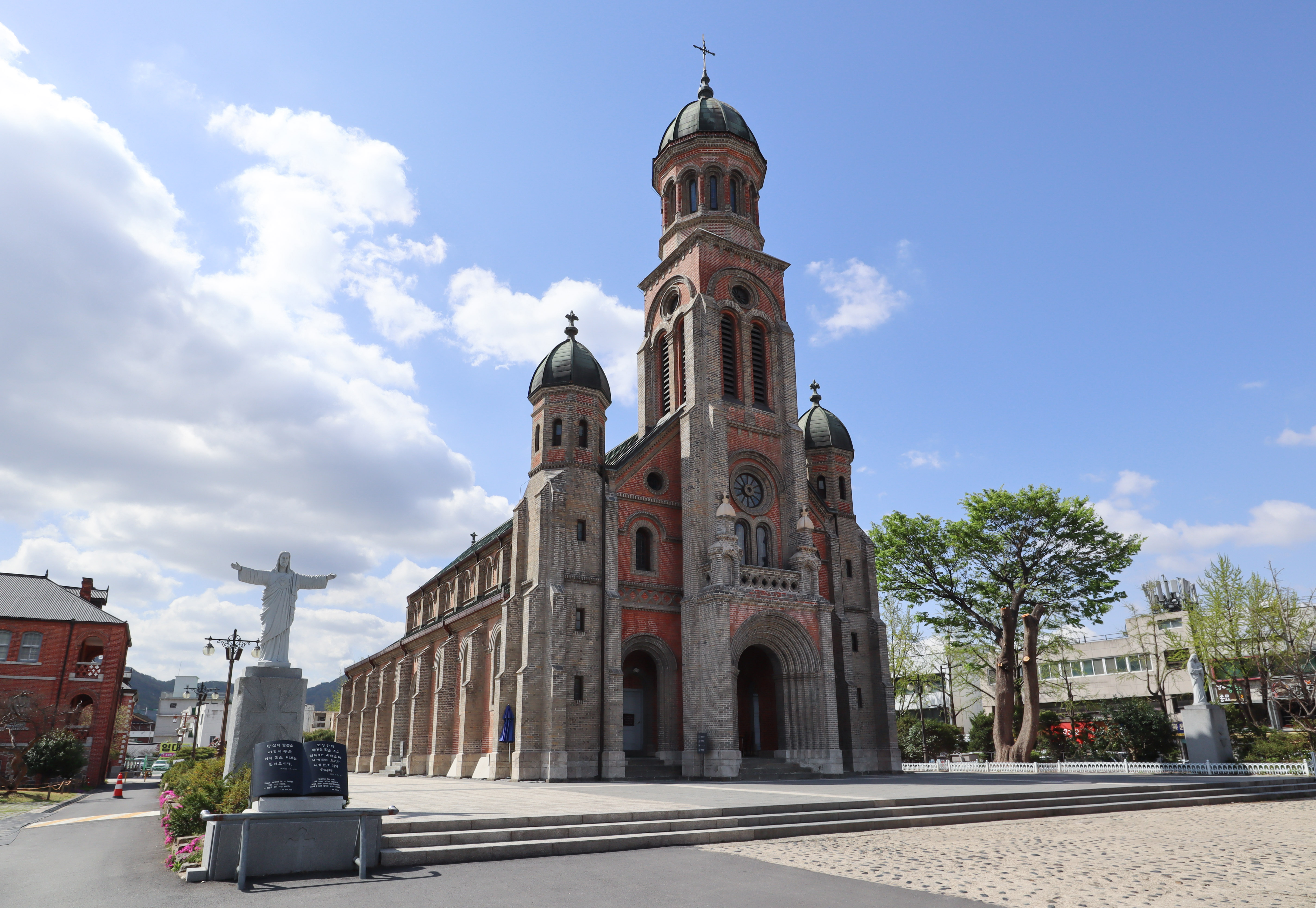

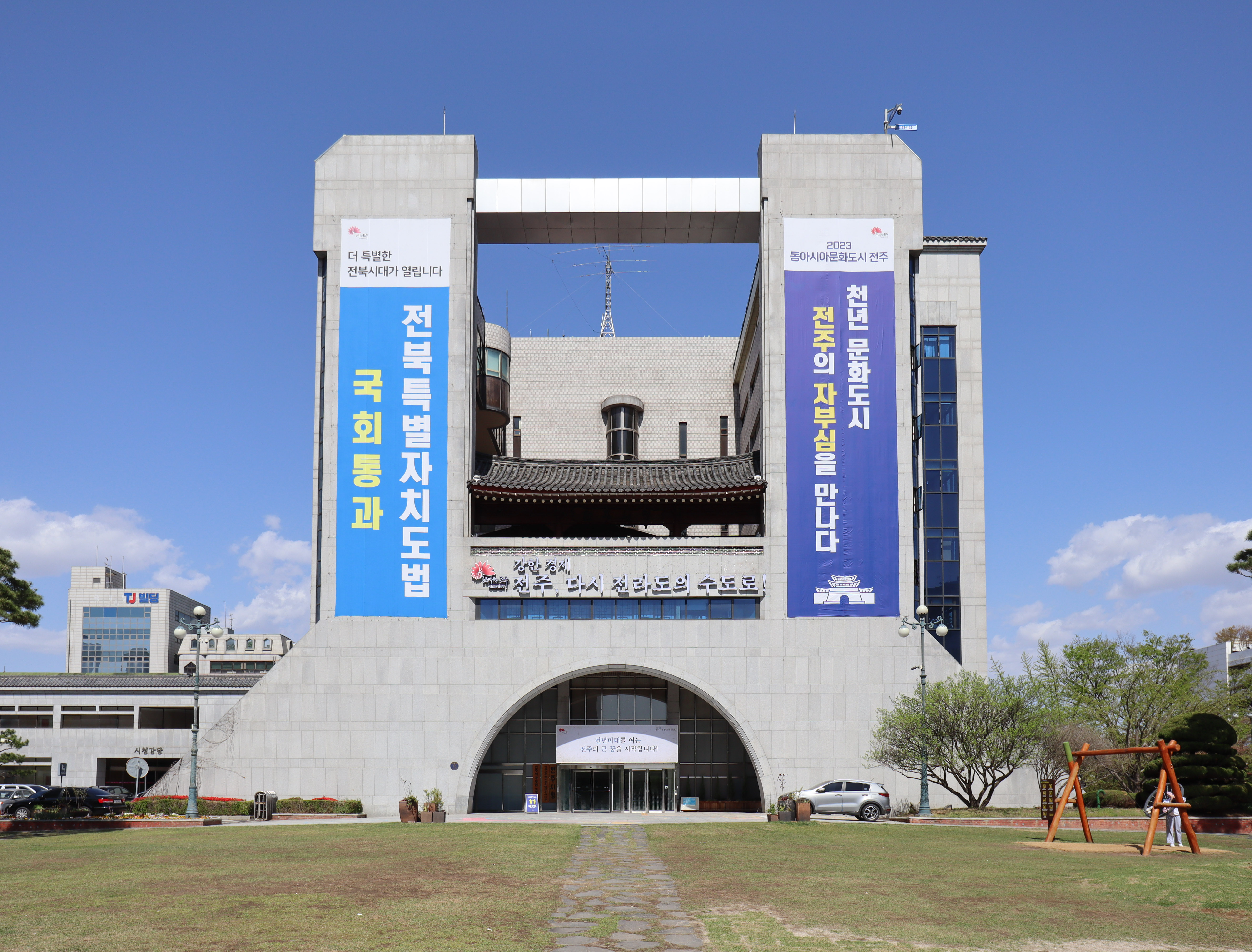
Stadhuis
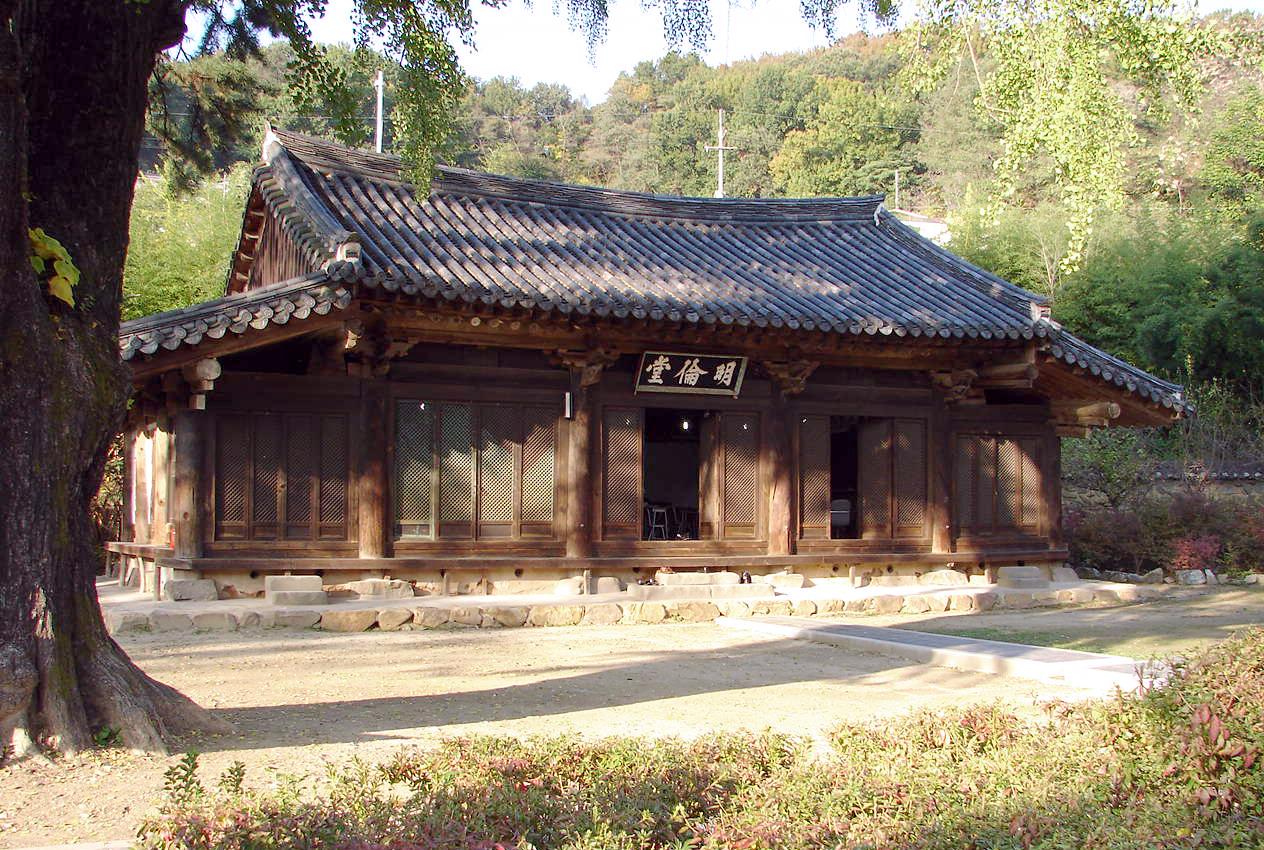
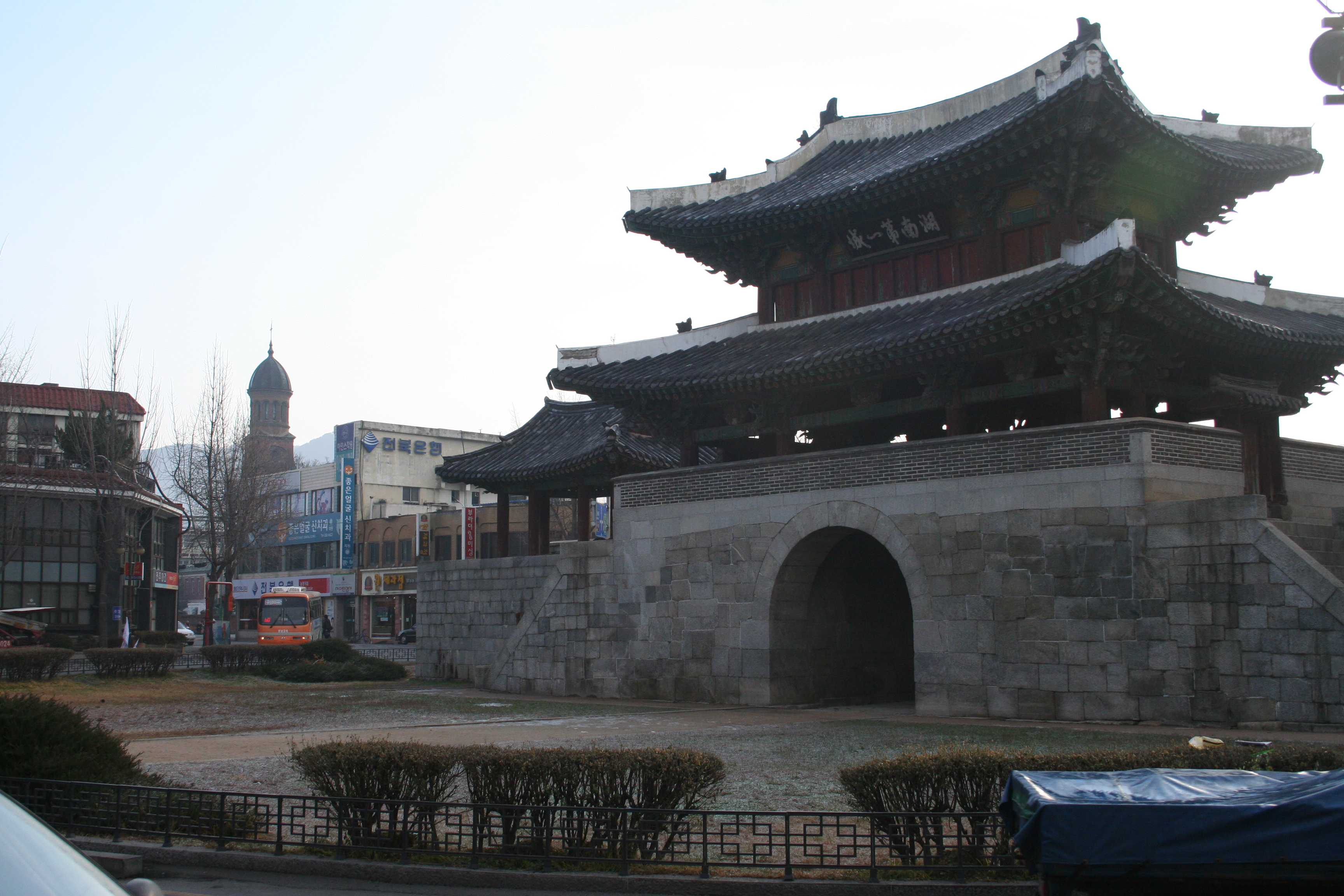
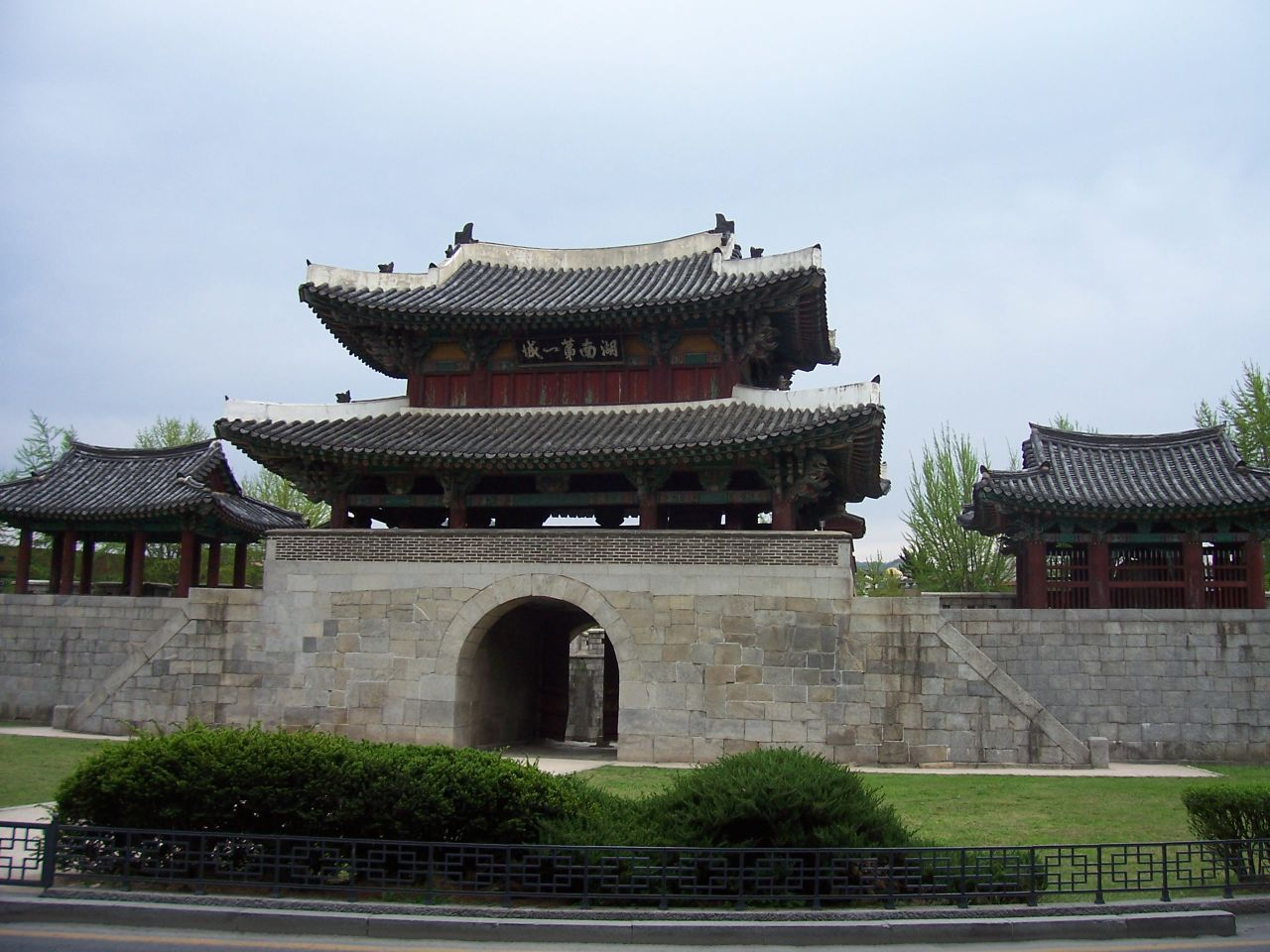